# Marolles-lès-Bailly
Marolles-lès-Bailly település Franciaországban, Aube megyében. Lakosainak száma 120 fő (2022. január 1.). Marolles-lès-Bailly Bourguignons, Briel-sur-Barse, Chauffour-lès-Bailly, Fralignes, Montreuil-sur-Barse, Poligny és Villy-en-Trodes községekkel határos.

## Népesség
A település népessége az elmúlt években az alábbi módon változott:
| Lakosok száma | 127  | 116  | 119  | 113  | 107  | 103  | 106  | 112  | 113  | 120  |
|               | 1968 | 1982 | 1990 | 2006 | 2013 | 2015 | 2017 | 2019 | 2020 | 2022 |